# ائرو ای.۲۰
ائرو ای. ۲۰ (به انگلیسی: Aero A.20) یک هواپیمای ساختِ آئرو ودوخودی است که در سال ۱۹۲۳ ساخته شد. نخستین استفاده‌کنندهٔ این هواپیما نیروی هوایی چک بوده‌است.